# The Third Degree
The Third Degree er en amerikansk stumfilm fra 1913 af Barry O'Neil.

## Medvirkende
- Gaston Bell
- Robert Dunbar
- Carlotta Doti som Annie Jeffries
- Robert Whittier som Robert Underwood
- George Soule Spencer som Richard Brewster